# Bonn
Bonn je město v Německu, ve spolkové zemi Severní Porýní-Vestfálsko, ležící 20 km jihovýchodně od Kolína nad Rýnem. Protéká jím řeka Rýn. Žije zde přibližně 336 tisíc obyvatel, což Bonn činí 20. největším městem v Německu.
Je rodným městem skladatele Ludwiga van Beethovena. Mezi lety 1949 až 1990 bylo hlavním městem Spolkové republiky Německo (tehdejšího Západního Německa). I po znovusjednocení země zde dlouho sídlilo mnoho úřadů, některé sídlí v Bonnu doposud (i spolková ministerstva).

## Historie

### Římská říše

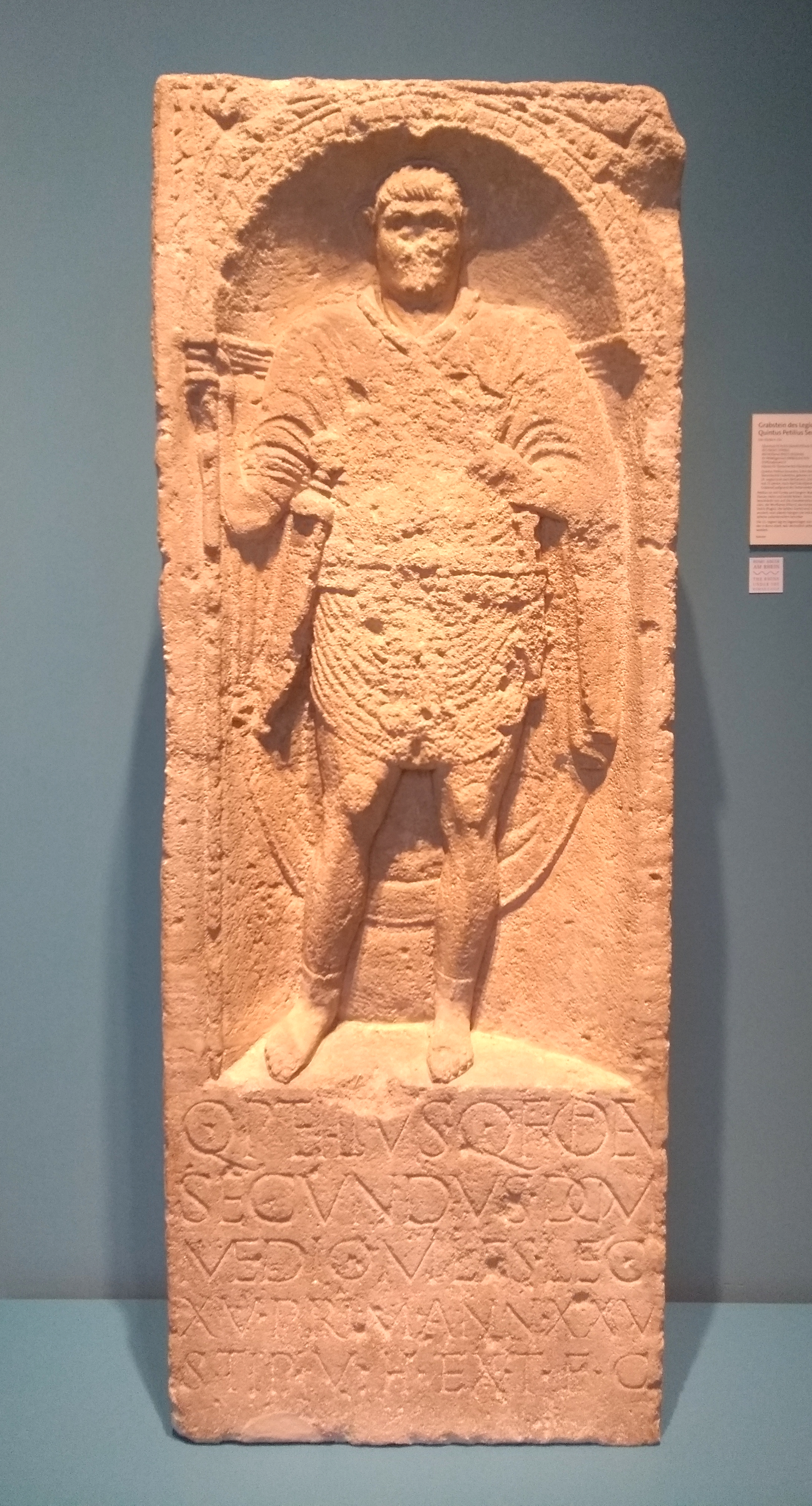
Náhrobní kámen římských legionářů

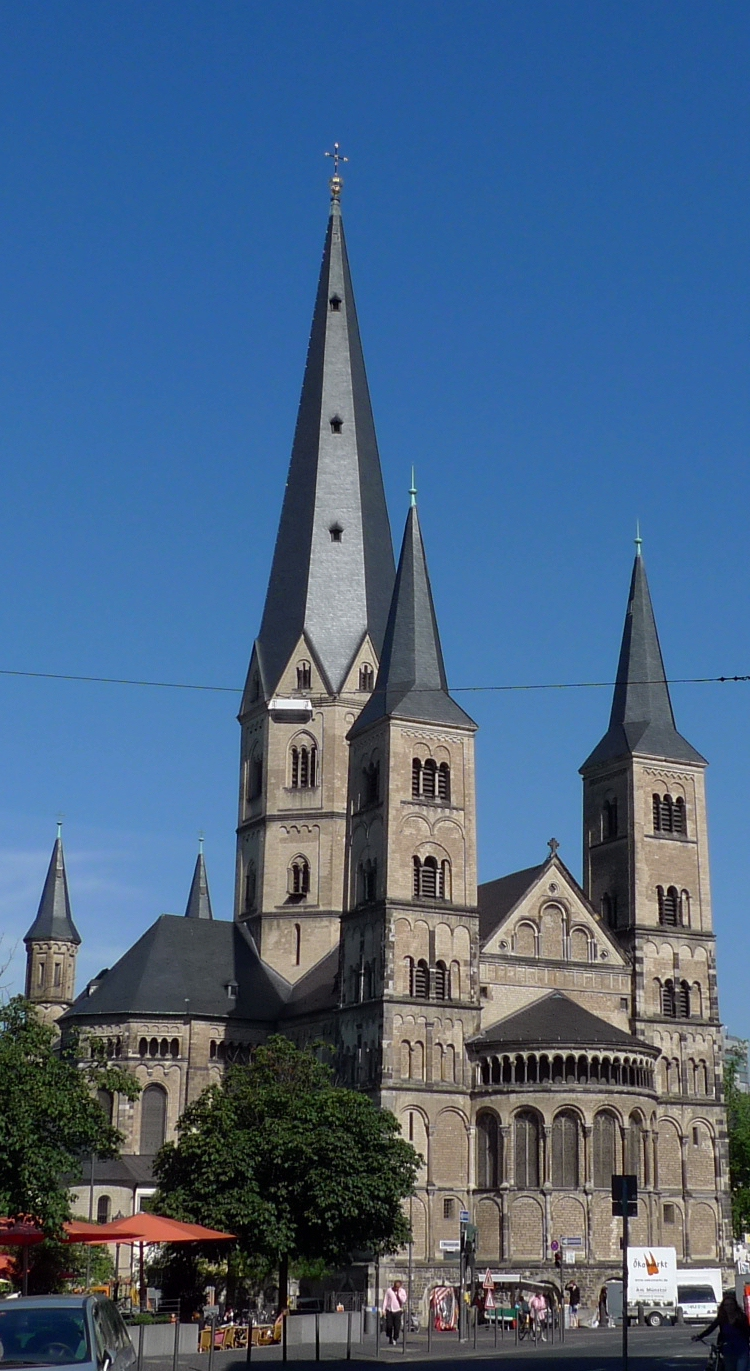
Bonnská katedrála

Bonn má historii dlouhou celkem dva tisíce let, čímž se řadí k nejstarším městům na starém kontinentě. Podle mnohých údajů se již v roce 11 nacházela na území historické části města vojenská základna armády Římské říše jako ochrana její hranice v rámci Dolnogermánského limitu. Dříve zde ale sídlili ještě Germáni z tehdejšího kmene Ubie. Latinské jméno města – Bonna – je poprvé připomínáno v období mezi lety lety 13 až 9 před naším letopočtem, a to v dílech římského pisce Flora, která mohou být založena na ještě starších pramenech.
Po několika dalších desetiletích Římané svůj tábor opustili; na původním místě je vystřídali Germáni z kmene Ubie. V prvním století našeho letopočtu si totiž římská armáda vybrala nové místo pro své působiště, které se nacházelo severněji od Bonnu (dnešní předměstí Bonn-Castel). Tato pevnost se jmenovala Castra Bonnesis, neboli doslova "město Bonn". Nejprve dřevěné stavby později doplnily i kamenné. Imperiální moc zde byla přítomna poměrně dlouho – až do doby pádu západořímské říše na konci 5. století.
Zbytky římských staveb zde zůstaly po dlouhou dobu raného středověku a byly nazývány Bonnburg. V určitých obdobích je využívali i králové Franské říše, kameny byly později využívány pro stavbu opevnění středověkého Bonnu v 13. století.
Do dnešní doby zůstala římská pevnost Bonn největší pevností tohoto typu, známou z časů antiky, tj. taková, která byla vybudována pro celý císařský legion plné velikosti i s potřebným materiálním a logistickým zajištěním. Archeologické výkopy ukázaly, že římská pevnost byla čtvercového tvaru o rozměrech 528 x 524 metrů. Uvnitř zdí pevnosti se rozprostírala hustá síť ulic a početných domů, od velitelských míst a budov důležitých vůdců, až po kasárny, či vojenské věznice. Ze všech legií, které se nacházely v Bonnu, byla takzvaná první legie (neboli Prima legio minervia) v pevnosti působící po nejdelší čas. Vojáci byli odsud vysíláni do nejvzdálenějších míst Římské říše, například i do Afriky, či až ke Kavkazu.
Hlavní římská cesta, která spojovala města Kolín nad Rýnem i Mohuč, procházela přímo přes Bonnskou pevnost, kde přecházela na hlavní cestu uvnitř, vedenou stejně jako dnešní ulice Römerstraße. Jižním směrem pak pokračovala dnešními ulicemi Belderberg, Adenauerallee a dalšími. Na obou stranách této cesty se rozvíjelo a rostlo místní osídlení, jehož význam v říši postupně rostl.

### Středověký Bonn

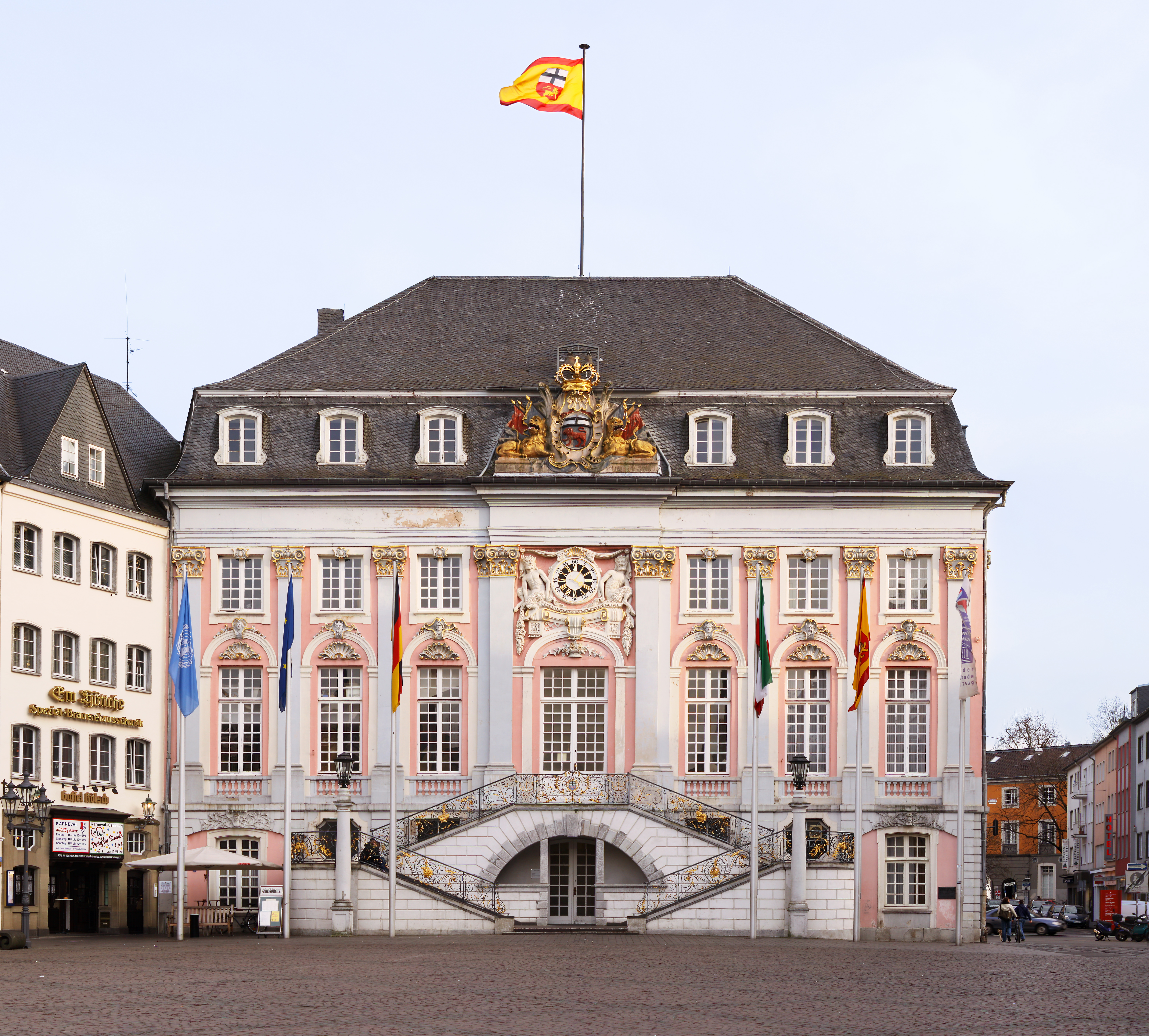
Bonnská stará radnice

Má se za to, že v období pozdní antiky, kdy se samotná Římská říše rozpadala, bylo město poničeno nájezdy barbarských a germánských hord. Nemalá část civilního obyvatelstva se ukryla v dobře chráněném místě spolu se zbytky vojenských posádek. V těchto časech zde však vojenskou službu nevykonávali vojáci z Říma, ale germánských kmenů, které byly s říší ve společném svazku. Poté, co se ale impérium nakonec rozpadlo začala tato vojska sloužit novým pánům a přešla na jejich stranu. V následných časech se směrem na jih od pevnosti Bonnburg rozvíjelo nové město, v období 11. až 13. století zde vznikl dokonce i klášter.
Růst Bonnu pokračoval i nadále, v roce 1597 se město stalo centrem Kolínského arcibiskupství. Kurfiřt a arcibiskup Klement August Bavorský (který vládl v letech 1723 až 1761) nařídil výstavbu barokních budov, které patří i v dnešní době k významným Bonnským památkám. Arcibiskup arcivévoda Maxmilián František Rakouský (vládl v letech 1784 až 1794, resp. 1801) se zasloužil o výstavbu univerzity a mnohých dalších budov, které sloužily hlavně dobře postaveným obyvatelům Bonnu.
V roce 1794 město obsadili Francouzi a Bonn se stal součástí císařské Francie. Po napoleonských válkách v roce 1815 byl ale přičleněn k Prusku, k rýnské provincii. V této době však Bonn svůj význam ztratil; zastínila jej mnohem rychleji se rozvíjející města v Porýní.

### Rozvoj v 20. století

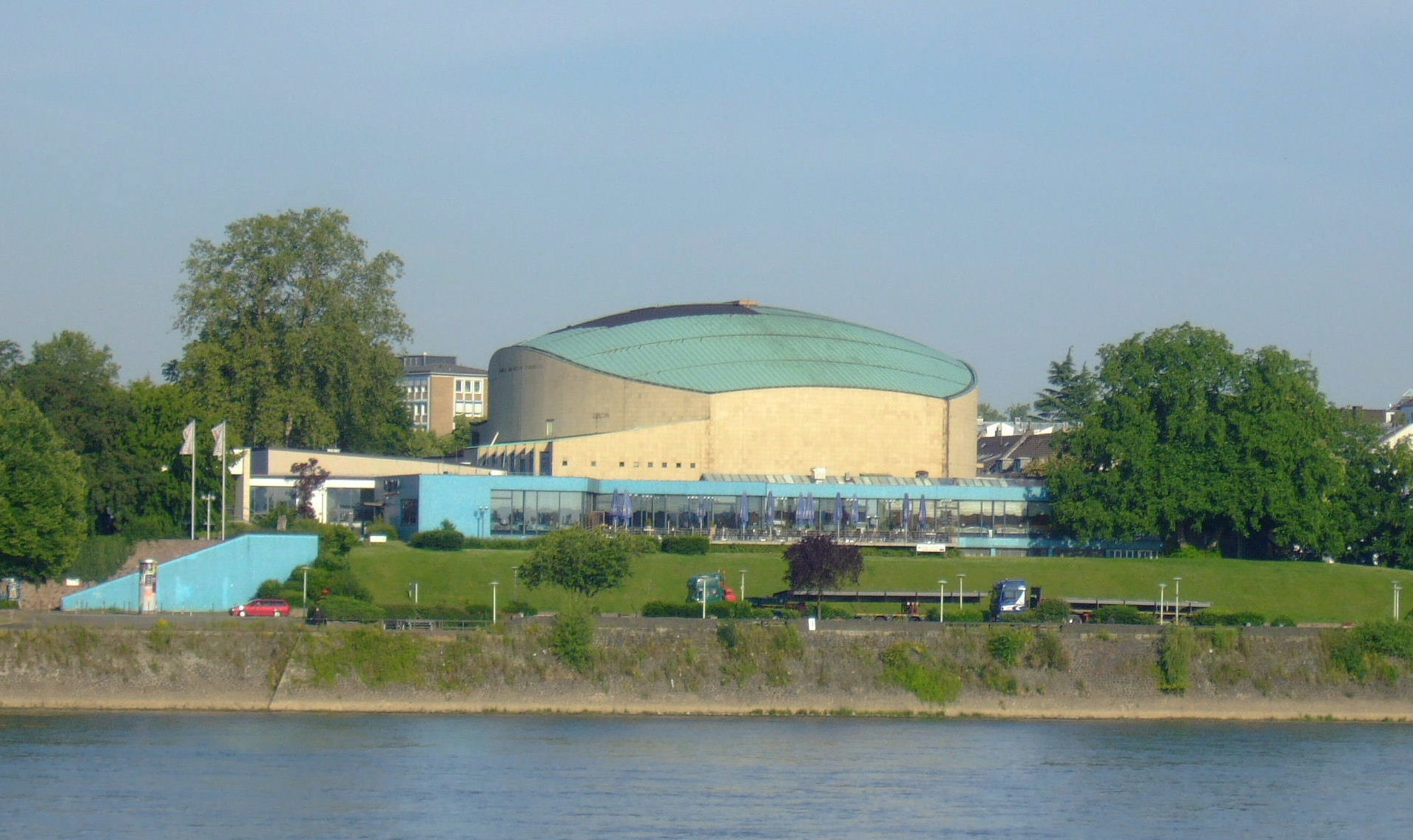
Beethovenhalle

Po druhé světové válce připadl Bonn do okupační zóny Velké Británie, v roce 1949, byl vybrán Bonn za nové hlavní město Západního Německa. Za rozhodnutí, že právě Bonn se stane západoněmeckou metropolí, město děkuje Konradu Adenauerovi, prvnímu poválečnému kancléři Německa. Důvody pro výběr Bonnu byly několikeré. Předně to byl fakt, že Bonn během druhé světové války nebyl téměř poškozen, druhým pak jeho strategická poloha na Rýně a relativní blízkost města hranic s Francií, a v neposlední řadě také historický význam města pro Německo. Tyto faktory rozhodly, že volba Bonnu nakonec převážila oproti ostatním městům. Mnozí činitelé favorizovali Frankfurt nad Mohanem, Kolín nad Rýnem, Mnichov nebo Stuttgart. Posledně jmenované město mělo sice lepší infrastrukturu a vybavenost nežli lázeňské město Bonn, avšak zřízení metropole tam by si vyžádalo vyšší náklady než 95 milionů marek, které byly potřebné pro umístění hlavního města právě do Bonnu. Kvůli relativně malé rozloze a počtu obyvatel byl Bonn v následujících letech parodován jako "hlavní město bez postřehnutelného nočního života" (Bundeshauptstadt ohne nennenswertes Nachtleben) či "Spolková vesnice" (Bundesdorf).
Nové světlo na postavení Bonnu jako hlavního města vrhlo až znovusjednocení Německa v roce 1990. Berlín se stal opět hlavním městem Spolkové republiky, avšak smlouva o této změně nehovořila o přemístění všech politických a správních institucí na severovýchod. Na zasedání Německého spolkového sněmu dne 20. června 1991 však bylo po dlouhé rozpravě dohodnuto, že se nakonec i správní instituce přestěhují. Řešení však bylo kompromisní – některá ministerstva dodnes v Bonnu zůstala a město má status tzv. Spolkového města (Bundesstadt). Kvůli nevyhnutelným rekonstrukcím staronových budov v Berlíně stěhování trvalo až do roku 1999.
Dnes tak hrají mnohem významnější úlohu v rozvoji, hospodářství a životě města soukromé společností. V Bonnu sídlí například DHL, T-Mobile, či některé další čelné firmy; dominance veřejného sektoru ustoupila soukromému.

## Význam
V období let 1949 až 1990 byl Bonn provizorním západoněmeckým hlavním městem, ve kterém sídlili a působili spolkový prezident, Německý spolkový sněm (Deutscher Bundestag) a spolková vláda se všemi ministerstvy. Tuto roli v celém tomto období nemohl vykonávat Berlín, rozdělený na čtyři (okupační) sektory. Až do roku 1999 byl Bonn ještě sídlem celé německé vlády. Od roku 1998 se mnohé spolkové instituce přemisťovaly z Bonnu do sjednoceného Berlína; jednalo se o obě komory, tedy Spolkový sněm a Spolkovou radu (Deutscher Bundesrat), dále o úřad spolkového kancléře (Bundeskanzler) a rezidenci spolkového prezidenta (Bundespräsident). I potom však Bonn zůstal jedním z center německé politiky i státní správy. V současné době zůstává zachována ještě určitá část původních pracovních míst ve státní administrativě, protože některá ministerstva, jiné vládní agentury a spolkové instituce prozatím v Bonnu zůstaly.
Bonn se v po druhé světové válce rozvíjel jako centrum mezinárodní a evropské spolupráce. Mezi mnohými mezinárodními institucemi, které zde sídlí, lze jmenovat IUCN ELC (Environmental Law Center World Conservation Union – Právní centrum pro světovou unii konzervace), dále pak patnáct institucí Organizace spojených národů (OSN), mezi ty nejvýznamnější patří UNFCCC (United Nations Framework Convention on Climate Change – Mezinárodní panel OSN pro klimatické změny) nebo UNCCD (United Nations Convention to Combat Desertification – Konvence OSN v boji proti desertifikaci). V bývalé parlamentní čtvrti na břehu Rýna se dnes nachází kampus OSN.
Bonn je také sídlem několika velkých hospodářských koncernů, hlavně z oblastí telekomunikací (Deutsche Telekom) a logistiky. Město je také vyhledávaným místem pro konference, neboť se zde pořádají mnohé summity, a to jak na mezinárodní, tak na celoněmecké úrovni. K tomu přispívá působení mnohých organizací, včetně institucí OSN, v Bonnu.
Mezi lety 1597 až 1794 byl Bonn sídlem arcibiskupa i kurfiřta kolínského. Kromě toho je také znám jako rodiště skladatele Ludwiga van Beethovena.

## Památky

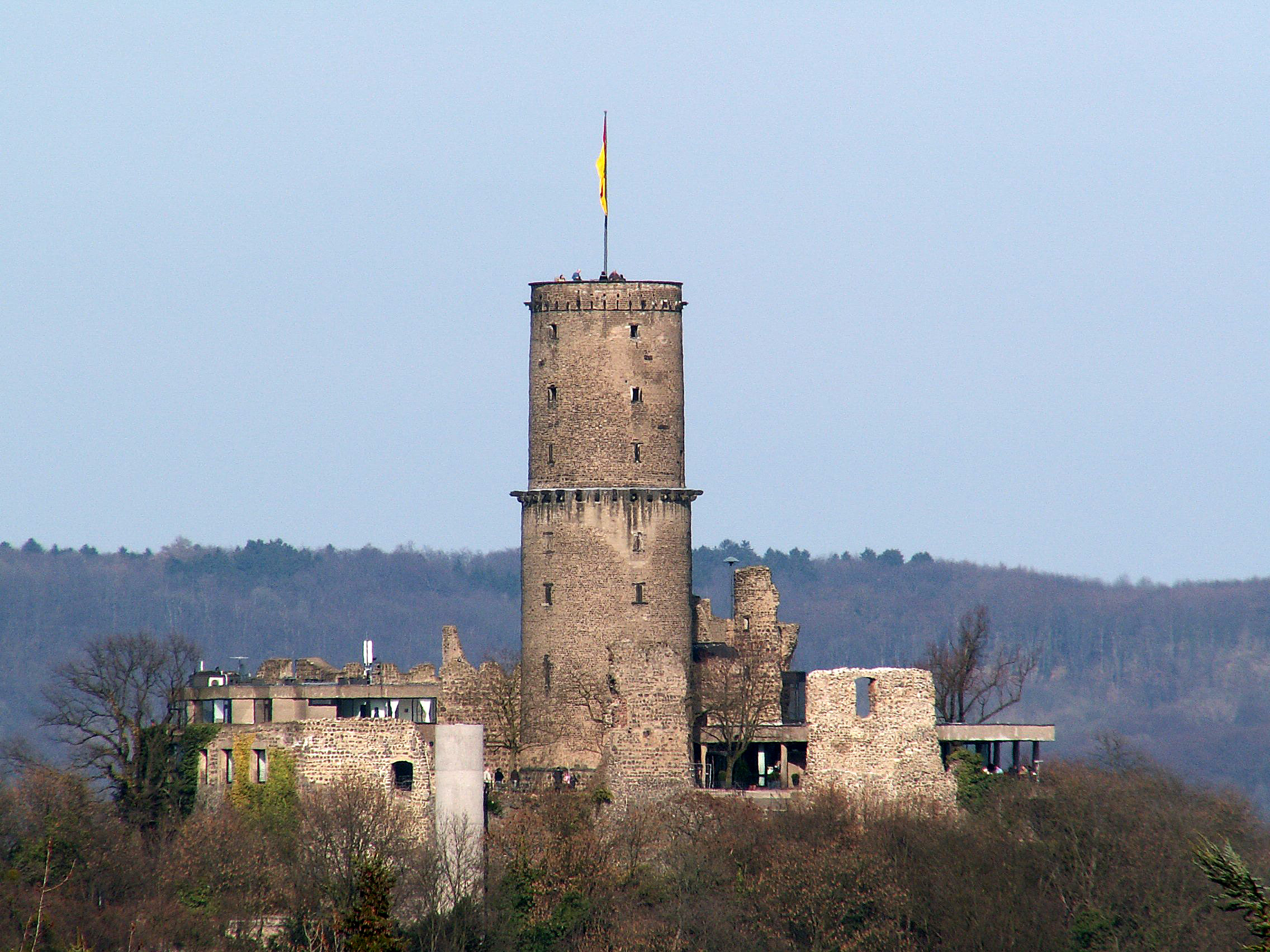
Pevnost Godesburg

Mezi nejvýznamnější památky patří například rodný dům Ludwiga van Beethovena v ulici Bonngase, známá je dále také radnice, dokončená v roce 1737 a vybudovaná v rokokovém stylu v době vlády Klementa Augusta Bavorského. Využívala se pro návštěvy významných hostů, kteří město navštěvovali i jako úřad starosty. V blízkosti radnice se nachází kurfiřtský zámek, který sloužil jako rezidence a dnes je jednou z hlavních budov komplexu Bonnské univerzity.
Alej Poppelsdorfer Allee je významná z hlediska dějin dopravy, neboť tudy projela první koněspřežná dráha. Spolu s kurfiřtským zámkem pak turisté navštěvují také i palác Poppelsforf, který sloužil pro rekreaci kurfiřta v první polovině 18. století. Třídu Poppelsdorfer Allee překřížila v letech 1883 až 1884 železniční trať, tu doplnilo i nádraží, dnešní hlavní.
V současné době jsou třemi nejvyššími stavbami v Bonnu telekomunikační věž WDR (Westdeutscher Rundfunk), vysoká 180 metrů v čtvrti Bonn-Venusberg, následuje sídlo Deutsche Post s výškou 126,5 metrů a bývalá budova, která sloužila jakou součást parlamentu Západního Německa, s výškou 114,7 metrů. V současné době slouží jako součást kampusu Organizace spojených národů.

## Administrativní členění

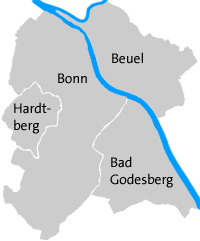
Bonn se skládá z celkem čtyř obvodů

V roce 1969 byly do té doby nezávislé obce Bad Godesberg a Beuel spolu s několika malými vesnicemi připojeny k městu Bonnu. Díky tomu se rozloha metropole zdvojnásobila. Bad Godesberg i Beuel se staly městskými obvody s vlastní samosprávou, dnes zde žije 70 000 obyvatel.
Každý z obvodů se dělí ještě na několik čtvrtí:
- Bad Godesberg: Alt-Godesberg, Friesdorf, Godesberg-Nord, Godesberg-Villenviertel, Heiderhof, Hochkreuz, Lannesdorf, Mehlem, Muffendorf, Pennenfeld, Plittersdorf, Rüngsdorf i Schweinheim
- Beuel: Beuel-centar, Beuel-istok, Geislar, Hoholz, Holtorf, Holzlar, Küdinghoven, Limperich, Oberkassel, Pützchen/Bechlinghoven, Ramersdorf, Schwarzrheindorf/Vilich-Rheindorf, Vilich i Vilich-Müldorf
- Bonn: Auerberg, Bonn-Castell (do roku 2003: Bonn-sever), Bonn-centar, Buschdorf, Dottendorf, Dransdorf, Endenich, Graurheindorf, Gronau, Ippendorf, Kessenich, Lessenich/Meßdorf, Nordstadt, Poppelsdorf, Röttgen, Südstadt, Tannenbusch, Ückesdorf, Venusberg i Weststadt
- Hardtberg: Brüser Berg, Duisdorf, Hardthöhe i Lengsdorf

## Doprava
Bonn s dalšími německými městy spojují tři spolkové dálnice (Bundesautobahn) i síť železnic. Zastavují zde některé rychlovlaky Intercity-Express (ICE) a většina vlaků InterCity. Městskou dopravu zajišťuje kromě autobusové sítě také i dráha Stadtbahn, tedy tramvajová rychlodráha, jejíž koleje vedou až do Kolína nad Rýnem. V Bonnu se nachází také mezinárodní letiště Köln-Bonn.

## Osobnosti

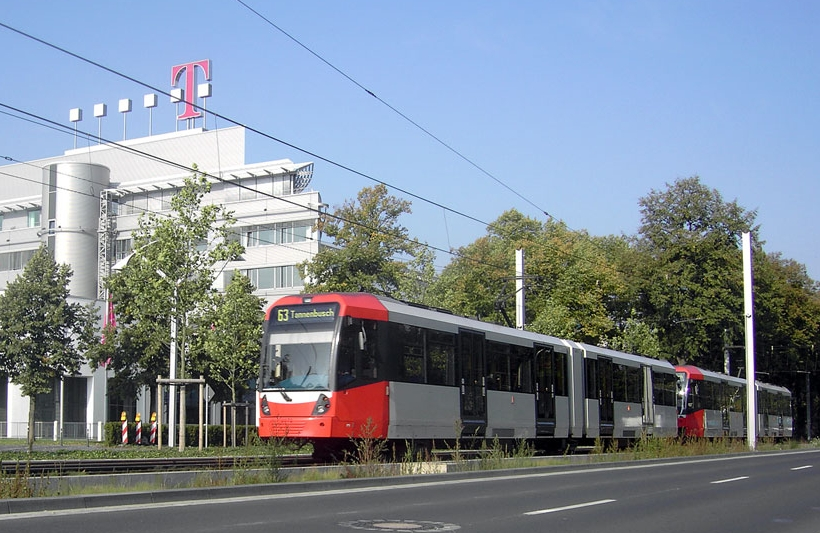
Bonnská tramvaj

- Josef Rejcha (1752–1795), český hudební skladatel a violoncellista
- Maxmilián František Habsbursko-Lotrinský (1756–1801), rakouský arcivévoda, syn Marie Terezie
- Karl Joseph Simrock (1802–1876), německý germanista
- August Wilhelm Schlegel (1767–1845), filozof, překladatel a spisovatel
- Ernst Moritz Arndt (1769–1860), spisovatel
- Ludwig van Beethoven (1770–1827), hudební skladatel
- Friedrich Wilhelm August Argelander (1799–1875), astronom
- Robert Schumann (1810–1856), skladatel
- Moses Hess (1812–1875), německo-židovský filozof a spisovatel, zakladatel sionismu v moderním smyslu slova
- Friedrich August Kekulé (1829–1896), chemik
- Heinrich Rudolf Hertz (1857–1894), fyzik
- Felix Hausdorff (1868–1942), matematik
- August Macke (1887–1914), malíř
- Wolfgang Paul (1913–1993) fyzik, nositel Nobelovy ceny
- Klaus Barbie (1913–1991), SS-Hauptsturmführer, voják a člen gestapa, známý jako „Lyonský řezník“
- Johannes Geffert (* 1951), německý varhaník
- Michael Kühnen (1955–1991), německý neonacistický aktivista homosexuální orientace
- Bruce Dickinson (* 1958), zpěvák heavymetalové kapely Iron Maiden.
- Guido Westerwelle (1961–2016), německý politik
- Juli Zeh (* 1974), spisovatelka
- Thomas Melle (* 1975), spisovatel

## Partnerská města
- Budafok, Maďarsko
- Frascati, Itálie
- Kortrijk, Belgie
- Mirecourt, Francie
- Opole, Polsko
- Oxford, Spojené království
- Postupim, Německo
- Saint-Cloud, Francie
- Tel Aviv, Izrael
- Villemomble, Francie
- Windsor and Maidenhead, Spojené království
- Yalova, Turecko

Kromě těchto měst Bonn také rozvíjí mezinárodní spolupráci na projektech s mnoha dalšími městy, jako jsou například Minsk v Bělorusku, Ulánbátar v Mongolsku, Buchara v Uzbekistánu, Čengdžu v Číně, či La Paz v Bolívii.